# Caldera Blanca
Die Caldera Blanca ist ein Kraterkessel auf der spanischen Kanareninsel Lanzarote. Die vulkanische Umgebung ist als Parque Natural de los Volcanes (deutsch Naturpark der Vulkane) ausgewiesen. Der Aufstieg auf den Grat der Caldera gehört zu den beliebtesten Wanderungen auf der nachhaltig vom Vulkanismus geprägten Insel. Vom höchsten Punkt bietet sich eine spektakuläre Aussicht in den Kraterkessel und auf die benachbarte Vulkankette der Montañas del Fuego (Feuerberge) im Nationalpark Timanfaya.

## Lage und Größe
Die Caldera Blanca liegt im Zentrum der Insel Lanzarote im Gemeindegebiet von Tinajo etwa fünf Kilometer westlich von der Ortschaft Mancha Blanca. Vor einer Million Jahren entstanden ragt sie wie eine große Insel aus scharfkantigen Lavaablagerungen empor, diese gehen auf die Vulkanausbrüche zwischen 1730 und 1736 zurück. Mit einem Durchmesser von etwa 1200 Meter und einer maximalen Höhe von 458 Meter gehört die Caldera Blanca zu den größten Vulkankessel auf Lanzarote. Vom höchsten Punkt des Kessels bis hinab zum Grund sind es 309 Höhenmeter.

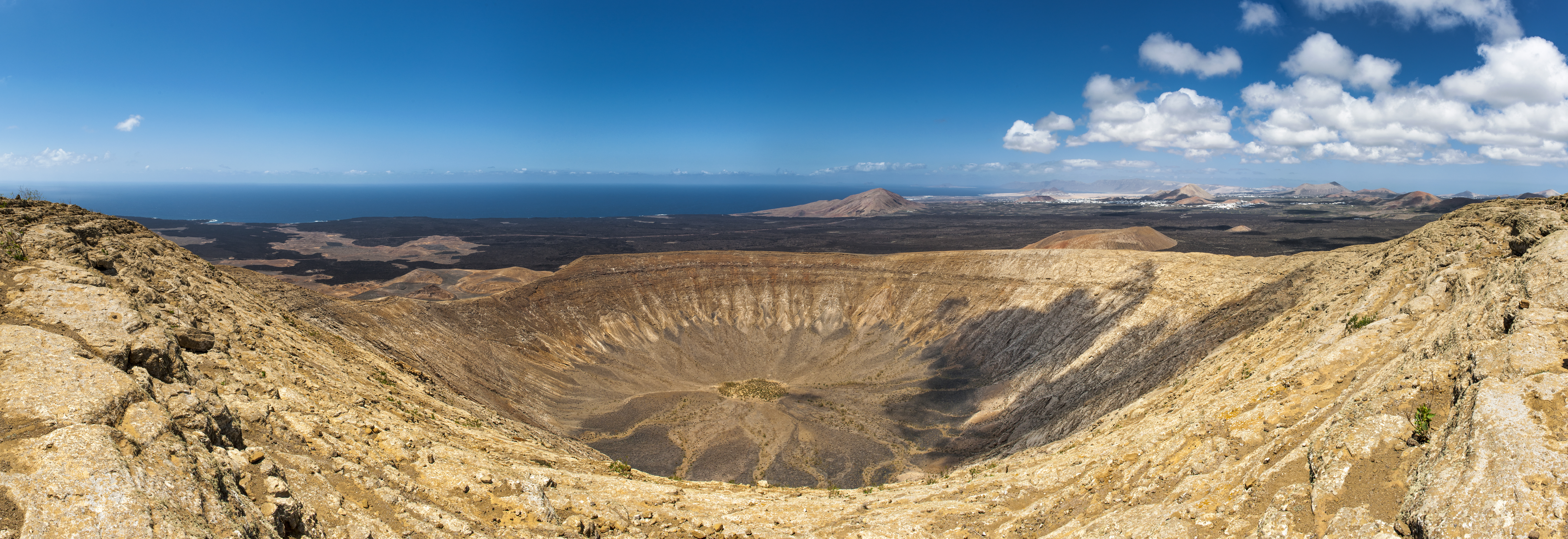
Caldera Blanca

Der Name Caldera Blanca (deutsch „Weißer Kessel“) erklärt sich durch weißliche Ablagerungen an der Oberfläche.

## Zugang
Etwa zwei Kilometer westlich von Mancha Blanca beginnt an einem Wanderparkplatz ein schmaler Wanderpfad, der vorbei an einer benachbarten Caldera, der etwas kleineren Montaña La Calderata, auf den Kraterrand der Caldera Blanca führt. Auf dem nur wenige Meter breiten Grat kann zur trigonometrischen Säule auf dem höchsten Punkt des Vulkanrandes aufgestiegen werden.

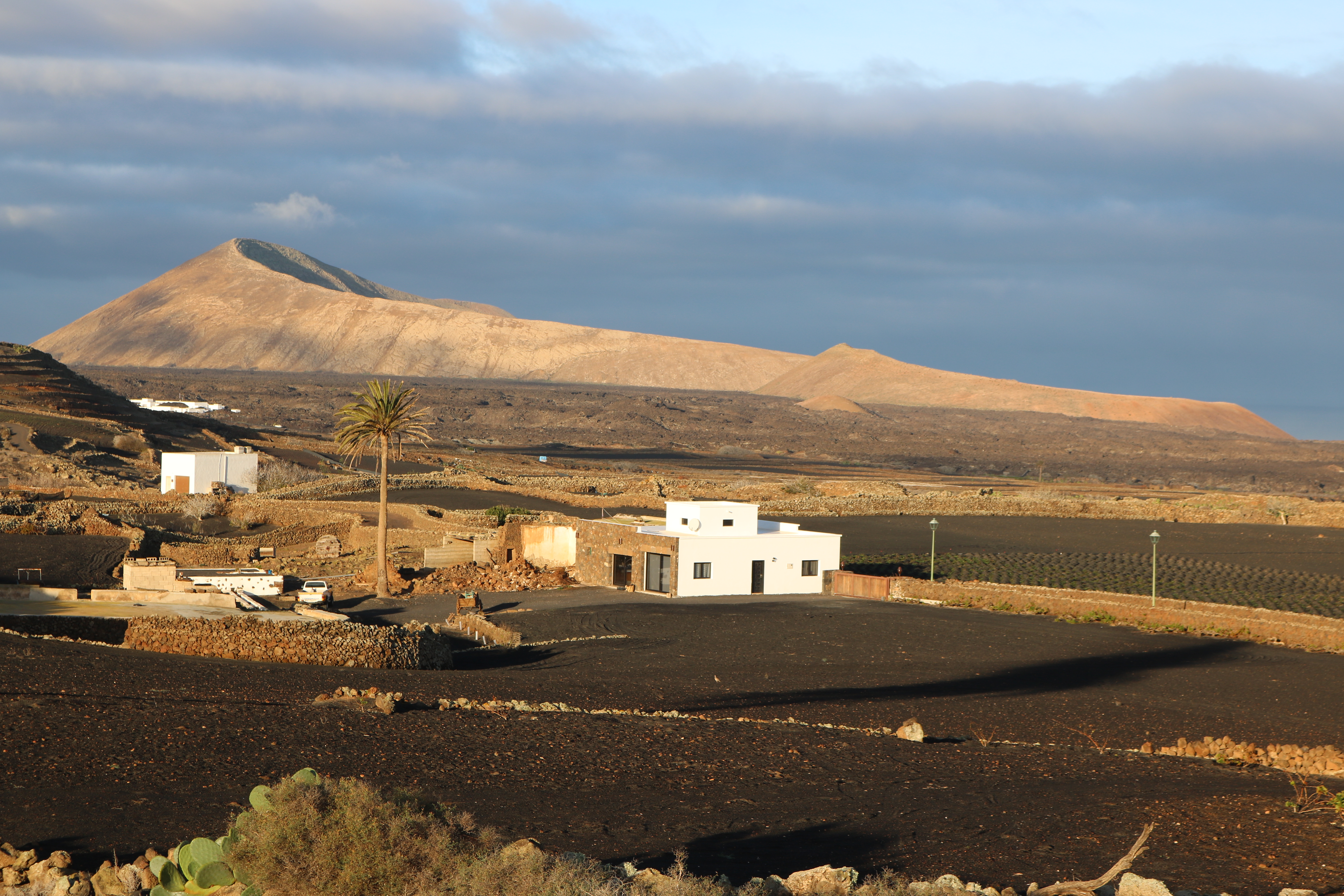
Caldera Blanca, von Osten gesehen